# Elecciones a la Asamblea de Melilla de 1999
Las elecciones a la Asamblea de Melilla de 1999 se celebraron en la ciudad autónoma de Melilla el domingo 13 de junio, de acuerdo con el Real Decreto de convocatoria de elecciones locales en España dispuesto el 19 de abril de 1999 y publicado en el Boletín Oficial del Estado el día 20 de abril. Se eligieron los 25 concejales del pleno de la Asamblea de Melilla mediante un sistema proporcional (método d'Hondt) con listas cerradas y una umbral electoral del 5 %.

## Resultados
En las elecciones el Grupo Independiente Liberal (GIL) obtuvo el mayor número de escaños (7), seguido de Coalición por Melilla (CPM) y Partido Popular de Melilla (PP), con 5 escaños y los peores resultados de su historia y perdiendo quince escaños , Unión del Pueblo Melillense (UPM) y Partido Independiente de Melilla (PIM), con 3 escaños y el Partido Socialista Obrero Español (PSOE), con 2. Los resultados completos se detallan a continuación:
| Candidatura                                | Candidatura                                | Votos  | %                               | Escaños                         |
| ------------------------------------------ | ------------------------------------------ | ------ | ------------------------------- | ------------------------------- |
|                                            | Grupo Independiente Liberal (GIL)          | 7402   | 25,93                           | 7                               |
|                                            | Coalición por Melilla (CpM)                | 5833   | 20,44                           | 5                               |
|                                            | Partido Popular de Melilla (PP)            | 5338   | 18,70                           | 5                               |
|                                            | Unión del Pueblo Melillense (UPM)          | 3258   | 11,41                           | 3                               |
|                                            | Partido Independiente de Melilla (PIM)     | 2941   | 10,30                           | 3                               |
|                                            | Partido Socialista Obrero Español (PSOE)   | 2674   | 9,37                            | 2                               |
| Partido Social Demócrata de Melilla (PSDM) | Partido Social Demócrata de Melilla (PSDM) | 498    | 1,74                            | 0                               |
| Izquierda Unida de Melilla (IU)            | Izquierda Unida de Melilla (IU)            | 254    | 0,89                            | 0                               |
| Aprome Nacionalista (AN)                   | Aprome Nacionalista (AN)                   | 49     | 0,17                            | 0                               |
| Votos en blanco                            | Votos en blanco                            | 297    | 1,04                            | n/a                             |
| Votos válidos                              | Votos válidos                              | 28 544 | 100,00                          | 25                              |
| Votos nulos                                | Votos nulos                                | 94     | Participación: \| \| 60,44 % \| | Participación: \| \| 60,44 % \| |
| Votantes                                   | Votantes                                   | 28 638 | Participación: \| \| 60,44 % \| | Participación: \| \| 60,44 % \| |
| Electores                                  | Electores                                  | 47 386 | Participación: \| \| 60,44 % \| | Participación: \| \| 60,44 % \| |
|                                            | 60,44 %                                    |        |                                 |                                 |

## Diputados electos
Relación de diputados electos:
| N.º | Nombre                            | Lista | Lista |
| --- | --------------------------------- | ----- | ----- |
| 1   | Crispín Lozano Muñoz              |       | GIL   |
| 2   | Mustafá Hamed Moh-Mohamed         | \|    |       |
| 3   | Ignacio Velázquez Rivera          |       | PP    |
| 4   | David Lucía Callejero             |       | GIL   |
| 5   | Juan José Imbroda Ortiz           |       | UPM   |
| 6   | Enrique Palacios Hernández        |       | PIM   |
| 7   | Abdelhamid Mohamed Hammu          |       | CPM   |
| 8   | Román Dobaño Mourín               |       | PSOE  |
| 9   | Francisco Javier Martínez Monreal |       | PP    |
| 10  | Francisco de Ascanio de la Vega   |       | GIL   |
| 11  | Yamal Mohamed Mohamed             |       | CPM   |
| 12  | Francisco Suárez Reyes            |       | GIL   |
| 13  | Isabel Quesada Vázquez            |       | PP    |
| 14  | Daniel Conesa Mínguez             |       | UPM   |
| 15  | Juan Antonio Zarza Rodríguez      |       | GIL   |
| 16  | Francisco Robles Ferrón           |       | PIM   |
| 17  | Antonio José Calduch Antolínez    |       | CPM   |
| 18  | Malika Mohamed Bussian            |       | PSOE  |
| 19  | Guillermo Frías Barrera           |       | PP    |
| 20  | María del Carmen García Miranda   |       | GIL   |
| 21  | María Cecilia González Casas      |       | CPM   |
| 22  | Inés Urdiales Moreno              |       | UPM   |
| 23  | Ernesto Rodríguez Muñoz           |       | PP    |
| 24  | José María Benítez Melul          |       | GIL   |
| 25  | Dunia Abdelaziz Uariachi          |       | PIM   |